# Århus (stacja kolejowa)
Århus Hovedbanegård, Århus H – stacja kolejowa w Aarhus w Danii.
Stacja posiada 3 perony. Jest ona połączona z największą galerią w Aarhus czyli „Bruns Galleri”.